# Soprano lirico-drammatico
Nel canto, con soprano lirico-drammatico, o soprano lirico-spinto, si designa un soprano specializzato sia nel canto elegiaco sia in quello di forza.

## Caratteri generali
Questa tipologia di soprano fu individuata con la produzione matura verdiana, quando il compositore sentì la necessità di affidare alle protagoniste delle sue opere una vocalità morbida e cangiante per sottolinearne il pathos lirico, ma al tempo stesso inserì passaggi che richiedevano una maggiore sonorità per risaltare la tensione drammatica.  
A questo tipo di soprano sono infatti affidati ruoli di donne ingenue o compassionevoli, tipici del soprano lirico, ma che a tratti necessitano di una maggiore potenza di emissione, acquisendo in tal modo una caratterizzazione drammatica.
Spesso un soprano lirico spinto, a carriera inoltrata, si muta in un soprano  drammatico, grazie alla naturale evoluzione e all'irrobustimento della voce.
Nei paesi di lingua tedesca è noto come jugendlich dramatischer Sopran («giovane soprano drammatico») mettendo in risalto l'ambiguità di questa categoria vocale e la sua probabile futura  trasformazione.

## Vocalità
La voce del soprano lirico spinto unisce alle caratteristiche del Soprano lirico (calore timbrico, pienezza, ricchezza e dolcezza) quelle del soprano drammatico (intenso volume e buona tenuta nel registro grave).
L'estensione tipica della voce di soprano lirico-drammatico è di due ottave, dal do centrale al do sovracuto (do3 – do5).
Questo tipo di voce è il migliore da un punto di vista della dinamica: può cantare sia ruoli affidati tradizionalmente al soprano lirico sia quelli destinati al soprano drammatico, senza danneggiare la qualità della voce stessa, fenomeno ricorrente nei soprani lirici quando affrontano ruoli di forza.
Se dotato di agilità, buona tecnica di coloratura e ricca estensione nel registro acuto può essere definito o soprano drammatico d'agilità (anche se il volume della voce è leggermente inferiore a quello di un vero soprano drammatico), o soprano lirico-leggero, in base al volume d'emissione impiegato nel canto d'agilità.

## Ruoli per soprano lirico spinto
- Amelia (Un ballo in maschera di Giuseppe Verdi)
- Elisabetta di Valois (Don Carlos di Giuseppe Verdi)
- Leonora (La forza del destino di Giuseppe Verdi)
- Aida (Aida di Giuseppe Verdi)
- Elsa (Lohengrin di Richard Wagner)
- Manon Lescaut (Manon Lescaut di Giacomo Puccini)
- Floria Tosca (Tosca di Giacomo Puccini)
- Madama Butterfly (Madama Butterfly di Giacomo Puccini)
- Suor Angelica (Suor Angelica di Giacomo Puccini)
- Maddalena (Andrea Chénier di Umberto Giordano)
- Fedora (Fedora di Umberto Giordano)
- Adriana (Adriana Lecouvreur di Francesco Cilea)

## Soprani lirico spinto celebri
- Claudia Muzio
- Montserrat Caballé
- Rajna Kabaivanska
- Renata Tebaldi
- Megan Marie Hart